# ابوبکر قطبی اهری
ابوبکر قطبی اهری (زنده در ۷۶۰ ق/ ۱۳۵۹م)، مورخ دورهٔ جلایریان و نویسندهٔ کتاب تاریخ شیخ اویس است. از نسبت اهری وی در می‌یابیم که اصلاً اهل اهر بوده‌است. او در دستگاه شیخ اویس می‌زیست و کتاب خود را به این فرمانروای نامدار جلایریان در آذربایجان و عراق عرب (حک‍ ۷۵۷–۷۷۶ ق) تقدیم کرده‌است.
تواریخ یا تاریخ شیخ اویس تألیف ابوبکر قطبی اهری نجم از مورخان بنام عهد خویش است در سال ۸۶۰ قمری نگاشته شده‌است. اهمیت این متن تاریخی، استفاده از متون کهن و گزارش روزگار خود است. مؤلف تسلط خاصی بر اوضاع آذربایجان و اران داشته و از این جهت متنی قابل توجه ارائه نموده‌است. بخش دوم ۵ قسمت است: خلفای راشدین، امویان، مروانیان، عباسیان و مغولان. مآخذ اهری دربارهٔ وقایع این دوره تا چیرگی مغولان و پس از آن فرمانروایی ایلخانان تا پایان روزگار اولجایتو، تا حد بسیاری شناخته شده‌است. مورخ دربارهٔ رخدادهای سالهای ۶۶۳ تا ۷۰۳ ق/ ۱۲۶۵ تا ۱۳۰۴ م گذشته از پاره‌ای تفاوت‌ها در جزئیات، بر جامع التواریخ رشیدالدین فضل‌الله متکی بوده‌است؛ اما برخلاف رشیدالدین، به اخبار مربوط به فرمانروایان مغولی دشت قبچاق در جنوب روسیه، یعنی اردوی زرین یا آلتین اردو (ه‍ م)، عنایت ویژه‌ای نشان داده‌است. دربارهٔ رخدادهای پس از ۷۰۳ق تا پایان روزگار اولجایتو (۷۱۶ ق/ ۱۳۱۶ م)، احتمالاً از تاریخ اولجایتو، نگاشتهٔ ابوالقاسم کاشانی بهره گرفته‌است. اما منابع او دربارهٔ اخبار روزگار سلطان ابوسعید بهادرخان ــ جانشین اولجایتو ــ تا پایان بخش موجود تاریخ شیخ اویس به درستی دانسته نیست.